# Christian Pfannenschmidt

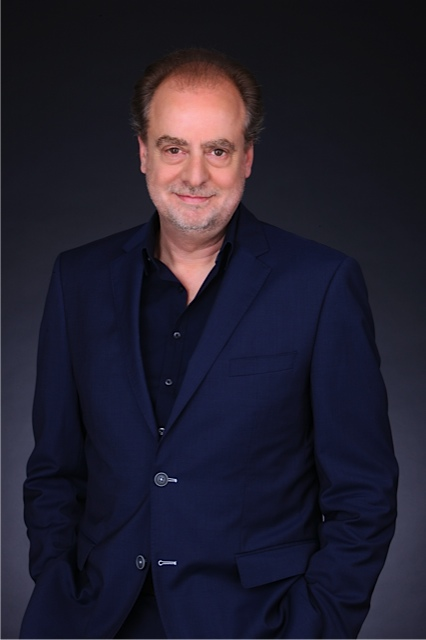
Christian Pfannenschmidt (2013)

Christian Pfannenschmidt (* 1953 in Hamburg) ist ein deutscher Drehbuchautor und Schriftsteller.

## Ausbildung und journalistische Tätigkeit
Pfannenschmidt absolvierte in Hamburg eine Kaufmannslehre, bevor er die Henri-Nannen-Schule für Journalisten besuchte. Anschließend schrieb er für Publikationen wie den Stern, Brigitte, Essen & Trinken, Der Feinschmecker, Vogue, Harper’s Bazaar, Geo Saison u. a. und war stellvertretender Chefredakteur der Frauenzeitschrift Viva. Für das Zeitmagazin arbeitete er über zehn Jahre als Reporter.

## Drehbuchautor
Pfannenschmidt arbeitete dann als Drehbuchautor. An der RTL-Serie Sonntag und Partner wirkte er noch als klassischer Teamautor mit. Danach wandte er sich von der stark arbeitsteiligen Arbeitsweise moderner Serienautoren ab und verfasste für die Fernsehserie girl friends – Freundschaft mit Herz alleine sämtliche Folgen. Den Auftrag, eine Serie über Frauenfreundschaften zu schreiben, hatte er Anfang der 1990er Jahre von der Produzentin Katharina Trebitsch erhalten. Die Serie über eine Freundschaft zwischen zwei ungleichen Frauen wurde ab 1995 ausgestrahlt und erreichte über zehn Jahre lang einen konstant hohen Marktanteil von bis zu 21 Prozent.
Pfannenschmidt legte später Wert darauf, auch in anderen Bereichen der Film- und Serienproduktion beteiligt zu sein. 2003 gründete er zusammen mit dem Produzenten Jan Kromschröder, die Kromschröder und Pfannenschmidt GmbH. Die Tätigkeit als Co-Produzent versetzte ihn in die Lage, als Drehbuchautor auch auf Drehorte, Besetzungen etc. Einfluss zu nehmen.
In dem Drama Willkommen zu Hause (2008) erzählte Pfannenschmidt die Geschichte um einen traumatisierten Bundeswehrsoldaten nach seinem Einsatz in Afghanistan. In Mandy will ans Meer thematisierte er Kinderarmut in Deutschland. Für den Kinofilm Marlene (2000, Regie: Joseph Vilsmaier) schrieb Pfannenschmidt das Drehbuch. Es basierte auf der Biografie von Maria Riva, der Tochter von Marlene Dietrich, war aber fiktional angelegt. Die Vermischung aus beidem wurde kontrovers diskutiert. Für das ZDF entwickelte er die Fernsehserie Herzensbrecher – Vater von vier Söhnen, für die er auch mehrere Drehbücher verfasste. Zuletzt schrieb Pfannenschmidt die Drehbücher für die ARD-Reihe Meine Mutter ... mit Diana Amft und Margarita Broich in den Hauptrollen, von der inzwischen 6 Folgen ausgestrahlt wurden (s. Filmografie).

## Romanautor
Pfannenschmidt veröffentlichte mehrere Romane. Fünf Sterne für Marie wurde ein Bestseller, ebenso wie die sechs Romane zur Fernsehserie girl friends. Sein Roman Der Seerosenteich wurde in mehrere Sprachen übersetzt und für die ARD verfilmt; ebenso Die Albertis für das ZDF.

## Filmografie
- 1993: Glückliche Reise – Jamaica (Fernsehreihe)
- 1994: (mit Peter Pursche u. a.): Sonntag und Partner (Fernsehserie, 29 Folgen)
- 1995–2007: girl friends – Freundschaft mit Herz (Fernsehserie, 89 Folgen)
- 1997: (mit Peter Pursche): Verschollen in Thailand (Fernsehserie, 10 Folgen)
- 1997: (mit Peter Pursche): Wenn der Präsident zweimal klingelt (Fernsehfilm)
- 1998: Wiedersehen in Palma (Fernsehfilm, Spin-Off zur Serie Girl Friends)
- 1998: (mit Karina Lübke): Zur Zeit zu zweit (Fernsehfilm)
- 2000: Hotel Elfie (Fernsehserie, Spin-Off zur Serie Girl Friends, 13 Folgen)
- 2000: Marlene (Spielfilm)
- 2002: Der Seerosenteich (Romanvorlage, Spielfilm)
- 2004–2005: Die Albertis (Fernsehserie, 15 Folgen)
- 2006: Unter den Linden – Das Haus Gravenhorst (Fernsehserie, 13 Folgen)
- 2007: Mein Herz in Afrika (Fernsehfilm)
- 2008: Der Schwarzwaldhof – Veronikas Weg (Fernsehreihe)
- 2008: Der Schwarzwaldhof – Falsches Spiel
- 2009: Der Schwarzwaldhof – Alte Wunden
- 2009: Der Schwarzwaldhof – Forellenquintett
- 2009: Vorzimmer zur Hölle (Fernsehreihe)
- 2009: 30 Karat Liebe (Fernsehfilm)
- 2009: Willkommen zu Hause (Fernsehfilm)
- 2010: Der Schwarzwaldhof – Lauter Liebe
- 2011: Liebe und Tod auf Java – Teil 1: Die Rückkehr des Bruders (Fernseh-Zweiteiler)
- 2011: Liebe und Tod auf Java – Teil 2: Das Testament
- 2011: Vorzimmer zur Hölle – Streng geheim! (Fernsehreihe)
- 2012: Mandy will ans Meer (Fernsehfilm)
- 2013: Vorzimmer zur Hölle – Plötzlich Boss (Fernsehreihe)
- 2013–2016: Herzensbrecher – Vater von vier Söhnen (Fernsehserie)
- 2018: Meine Mutter ist unmöglich (Fernsehreihe)
- 2019: Meine Mutter spielt verrückt (Fernsehreihe)
- 2020: Meine Mutter traut sich was (Fernsehreihe)
- 2020: Meine Mutter will ein Enkelkind (Fernsehreihe)
- 2021: Meine Mutter im siebten Himmel (Fernsehreihe)
- 2021: Meine Mutter und plötzlich auch mein Vater (Fernsehreihe)
- 2022: Meine Mutter gibt es doppelt (Fernsehreihe)
- 2022: Meine Mutter raubt die Braut (Fernsehreihe)

## Werk
- Die authentische Geschichte von Stevensons Schatzinsel. Mit Peter Disch-Lauxmann, München 1985: Rasch und Röhrig, ISBN 3-8913-6038-X
- Hamburg en vogue. München 1989: Mosaik-Verlag, ISBN 3-570-06475-1
- Fünf Sterne für Marie. Reinbek bei Hamburg 1996: Rowohlt Verlag, ISBN 3-499-13667-8
- Der Mann aus Montauk. Reinbek bei Hamburg 1997: Rowohlt Verlag, ISBN 3-499-22267-1
- Der Seerosenteich. Reinbek 1998, Wunderlich Verlag: ISBN 3-8052-0604-6
- Zehn Etagen bis zum Glück. Mit Edith Beleites, Reinbek bei Hamburg 1998: Rowohlt Verlag, ISBN 3-499-22490-9
- Hotel Elfie. Reinbek bei Hamburg 2000: Rowohlt Verlag, ISBN 3-499-22527-1
- Marlene. Der Film. Mit Joseph Vilsmaier, Hamburg, Wien 2000: Europa Verlag, ISBN 3-203-84103-7
- Die Albertis.  Reinbek 2001: Wunderlich Verlag, ISBN 3-8052-0678-X
- Demnächst auf Wolke sieben. Mit Carmen Korn, Reinbek bei Hamburg 2002: Rowohlt Verlag, ISBN 3-499-23147-6
- Girlfriends forever. Das offizielle Fanbuch. Michael Töteberg (Hrsg.), Reinbek bei Hamburg 2003: Rowohlt Verlag, ISBN 3-499-23428-9
- Kurz vor zwölf ins Paradies. Mit Miriam Becker, Reinbek bei Hamburg 2004: Rowohlt Verlag, ISBN 3-499-23662-1
- Das 1x1 zum großen Glück. Mit Martina Sahler, Reinbek bei Hamburg 2006: Rowohlt Verlag, ISBN 978-3-499-24148-2
- Unter den Linden – Das Haus Gravenhorst. München 2006: Knaur Verlag, ISBN 978-3-426-66178-9
- Die Träumerin. München 2011: Knaur Verlag, ISBN 978-3-426-66179-6